# تلمبه شیله جر
تلمبه شیله جر یک منطقهٔ مسکونی در ایران است که در دهستان کشکوئیه واقع شده‌است. تلمبه شیله جر ۹ نفر جمعیت دارد.